# Lekár umierajúceho času
Lekár umierajúceho času je životopisný historický televizní seriál Československé televize Bratislava z roku 1983, zpracovaný jako výpravná historická sága.

## Obsazení
- Petr Čepek – Ján Jesenský – mluví Milan Kňažko
- Emma Černá – Maria Regina Felsová, Jesenského žena – mluví Anna Javorková
- Miloš Nedbal – lichvář a zlatník Fels, Mariin otec – mluví Jozef Kroner
- Rudolf Hrušínský – císař Rudolf II. – mluví Leopold Haverl
- Martin Huba – Johannes Kepler
- Josef Karlík – Tycho Brahe – mluví Ivan Rajniak
- Stanislav Dančiak – Kryštof Harant z Polžic a Bezdružic
- Ladislav Mrkvička – Giordano Bruno – mluví Stano Dančiak
- Vlastimil Venclík – malíř Jacob Hoefnagel – mluví Dušan Kaprálik
- František Řehák – Vavřinec Benedikt z Nudožer – mluví Ivan Krivosudský
- Miloš Pietor – rektor Martin Bacháček z Nouměřic
- Karel Brožek – Mistr David Lippach
- František Kovár – Jan Campanus Vodňanský
- Ilja Racek – teolog Tilemann Heshusius – mluví Milan Lasica
- Milan Kňažko – kat Jan Mydlář – mluví Igor Čillík
- Jan Kanyza – Zdeněk Vojtěch Popel z Lobkovic
- Stanislava Bartošová – Polyxena z Pernštejna, Lobkovicova žena – mluví Kamila Magálová
- Lubomír Kostelka – Jindřich Matyáš Thurn – mluví Rudolf Kraus
- Jan Kačer – Jáchym Ondřej Šlik – mluví Marián Slovák
- Leoš Suchařípa – zemský sekretář Pavel Michna z Vacínova – mluví Slávo Zahradník
- Ota Sklenčka – Václav Budovec z Budova – mluví Elo Romančík
- Mikuláš Huba – Bohuslav z Michalovic
- Václav Knop – Ferdinand II. Štýrský – mluví Ján Venényi
- Jiří Bartoška – Fridrich Falcký – mluví Štefan Kožka
- Bohuslav Čáp – písař Filip Fabricius – mluví Jozef Cút
- Peter Debnár – Matouš Děpolt z Lobkovic
- Jiří Kostka – rytíř Kašpar Kaplíř ze Sulevic – mluví Alojz Kramár
- Milan Riehs – Pavel z Říčan – mluví Anton Mrvečka
- Milan Klacek – komoří Filip Lang z Langenfelsu – mluví Marián Gallo
- Vít Olmer – Vilém Slavata z Chlumu a Košumberka – mluví Peter Mikulík
- Karel Augusta – Jaroslav Bořita z Martinic – mluví Ivan Matulík
- Jiří Bednář – Albrecht z Valdštejna – mluví Jozef Šimonovič
- Jan Teplý – prokurátor Přibík Jeníšek z Újezda – mluví Teodor Piovarči
- Jiří Prýmek – Jan Daniel Kapr z Kaprštejna – mluví Slávo Drozd
- Václav Vydra – Albrecht Jan Smiřický – mluví Ivan Gogál
- Andrej Hryc – velitel Franz Melchiar
- Raoul Schránil – saský kurfiřt Kristián II. Saský
- Miloš Vavruška – Kristián I. Anhaltský – mluví Viktor Blaho
- Pavol Mikulík – španělský vyslanec don Baltasar de Zúñiga
- František Husák – velitel Ostrštok – mluví Július Vašek
- Taťana Fischerová – Floro, Jesenského milenka – mluví Magda Vašáryová
- Bronislav Poloczek – lazebník Jakub – mluví Dušan Tarageľ
- Anna Maľová – Jakubova žena Bohunka
- Vladimír Černý – student Prokůpek
- Rostislav Kuba – student Abrosius – mluví Alfréd Swan
- Jan Kuželka – student Gregorius – mluví Milan Kiš
- Boris Rösner – vrah Timo – mluví Ján Mistrík
- Jan Kraus – vrah Otrhanec – mluví Marián Zednikovič
- Naďa Hejná – Jesenského babička
- Jan Přeučil – přednášející – mluví Teodor Piovarči
- Dana Hlaváčová – služebná Elfrieda – mluví Jela Bučková
- Miriam Kantorková – hostinská – mluví Eva Matejková
- Zdeněk Srstka – okrádač mrtvol – mluví Viliam Polónyi / kaskadér
- Peter Bzdúch – felčar Zoltán
- Jiří Wohanka – turecký velitel
- Ondřej Havelka – student – mluví Alfréd Swan
- Jan Kotva – student – mluví Gustav Herényi
- Petr Drozda – felčar v ležení
- Yvetta Kornová – služebná u Mydláře Dorotka – mluví Jana Nagyová
- Bohuslav Ličman – páter Sabinus
- Václav Kaňkovský – stařec na ulici – mluví Vladimír Kostovič
- Rudolf Pellar – opilec na ulici – mluví Peter Debnár
- Zita Furková – služebná Betka
- Věra Tichánková – hostinská Muttrl – mluví Oľga Vronská
- Ladislav Křiváček – venkovan Seppl – mluví Michal Monček
- Jožka Stoklasa – venkovan Tobias – mluví Viliam Polónyi
- Zuzana Kronerová – sestra Beata
- Barbora Štěpánová – sestra Pia – mluví Anna Šulajová
- Jiří Krytinář – dvorní šašek
- Alena Karešová – řeholnice – mluví Hana Kováčiková
- Karel Fořt – vyvolávač při popravě
- Marta Richterová – měšťanka, majitelka domů – mluví Oľga Šalagová
- Stanislav Hájek – zvoník – mluví Viliam Polónyi
- Oldřich Velen – profesor Karlovy Univerzity
- Vladimír Hrubý – farář při popravě – mluví Vladimír Kostovič
- Václav Kotva – kupčící kněz při popravě – mluví Daniel Králik
- Rudolf Hrušínský ml. – opilý důstojník s děvčaty
- Josef Žluťák Hrubý – sluha
- Karel Engel – kaskadér
- Jaroslav Tomsa – kaskadér
- Kateřina Urbancová – Julinka, Jesenského dcera

## Seznam dílů

### Doctor Vitenbergicus
V první epizodě mladý Jesenský nastupuje na studia, kde se seznamuje s mladým učencem Johannem Keplerem, jako polní lékař se účastní války s Turky a nakonec nastupuje jako profesor chirurgie a anatomie na univerzitě ve Wittenbergu. Zde se také žení s dcerou místního lichváře Felse Marií.

### Anatomia Pragensis
Jessenius přichází do Prahy. Je přijat císařem Rudolfem II. Podaří se mu provést v Praze první veřejnou pitvu na oběšenci v Řečkově koleji. Tělo pro pitvu i přes původní nevoli získává od kata Mydláře. Jessenius se usazuje v Praze, kam za ním na konci přijíždí i manželka.

### Stellis vinctus
Jessenius se stává lékařem na Karlově Univerzitě a osobní lékařem Rudolfa II. České stavy si na Rudolfovi vynutí tzv. Majestát. Mezitím Prahu zasáhne morová epidemie. Při morovém běsnění je zavražděna i Jesseniova zdravá manželka. Jessenius ošetřuje císaře Rudolfa na smrtelné posteli. Po jeho smrti balzamuje i jeho tělo.

### Theatrum mundis
Jessenius je novým císařem Matyášem propuštěn. Jessenius stráví zimu v horách s dívkou Florou. Po její smrti se ujímá jejich společné dcery. Stává se rektorem pražské univerzity. Po defenestraci a stavovském povstání se lékař stává jako legát českých stavů do Uher.

### Via Doloris
Jesenského mise do Uher je neúspěšná. Za nového krále si české stavy zvolily Fridricha Falckého. Po Bitva na bitvě na Bílé hoře je stavovské povstání poraženo a Jesenský je s dalšími šestadvaceti českými pány na Staroměstském náměstí popraven. Seriál končí na úsvitu třicetileté války.

## Vznik seriálu
Seriál vznikl podle námětu a scénáře Vladimíra Körnera (který měl s podobnými historickými látkami již zkušenost, např. Údolí včel režiséra Františka Vláčila z roku 1967) za režie Miloslava Luthera. Seriál popisuje život a dílo význačného lékaře, učence a politika Jána Jesenského (Jessenius, 1566–1621). V pěti dílech seriálu hlavní hrdina (představovaný Petrem Čepkem a předabovaný Milanem Kňažkem) prožívá své nejdůležitější životní úspěchy a pády (včetně setkávání s velkými historickými osobnostmi tehdejší Evropy) na pozadí velkých tragických historických událostí, které proběhly v českých dějinách na rozhraní šestnáctého a sedmnáctého století.
Byl vyroben ve Filmovém studiu Barrandov jako zakázka bratislavského studia Československé televize a natočen na 16mm materiál. Natáčení probíhalo především v pražských a českých exteriérech se slovenskými a především s význačnými českými herci. Jelikož se jednalo o slovenský seriál, byla většina českých herců při postsynchronech přemluvena slovenskými kolegy (např. Jan Kanyza zvládl svůj part ve slovenském jazyce). Zajímavostí je, že herec hlavní role Petr Čepek byl předabován Milanem Kňažkem, který v seriálu hrál kata Mydláře. Proto musel být sám Kňažko předabován Igorem Čillíkem. Naopak ve filmu Devět kruhů pekla (1987) byl Milan Kňažko přemluven Petrem Čepkem.
Kromě původní hudby Svetozára Štúra v seriálu zazněla díla Kryštofa Haranta z Polžic a Bezdružic a dalších renesančních mistrů. Jednalo se o jeden z největších, nejvýpravnějších a nejnáročnějších projektů Československé televize (jako jediný zachycuje celý průběh třetí pražské defenestrace). V tuzemsku je seriál pravidelně uváděn Českou televizí pod slovenským názvem a v původním slovenském znění.
V roce 1990 režisér Miloslav Luther sestříhal původní 16mm materiál seriálu do podoby celovečerního filmu pod názvem Svědek umírajícího času. Děj filmu oproti seriálu je silně zredukován na nejnutnější události, některé vedlejší epizody a děje byly zcela vypuštěny. Následně byl materiál překopírován na klasický 35mm materiál, opatřen novou hudbou (skladatele Svetozára Štúra nahradil Jiří Bulis) a kompletně předabován do českého jazyka. Jednotlivé epizody byly spojeny komentářem, který načetl Jiří Adamíra. Většina českých a slovenských herců své role namluvila znovu (tentokrát již nevadilo, že slovenští herci se namluví do češtiny). Jinými herci musel být předabován Martin Huba (namluvil Ladislav Frej), Zuzana Kronerová (Daniela Bartáková), Peter Debnár (Jiří Zavřel) a zemřelí herci Miloš Nedbal (Gustav Opočenský), Mikuláš Huba (Vladimír Ráž), Jiří Kostka (Steva Maršálek), Ladislav Křiváček (Radan Rusev) a Vladimír Hrubý. Dále ve filmu mluvil Jiří Němeček (posel války), Pavel Rímský (voják) a Mirko Musil (vesničan). Film měl premiéru v únoru roku 1991.

## Další tvůrci
- pomocný režisér – Marian Puobiš, Jan Křížek
- asistenti režie – Eliška Moulisová, Dagmar Zelenková
- asistenti kamery – Ladislav Chroust, Jiří Maxa
- architekt – Jiří Hlupý
- druhý architekt – Václav Hlávka
- výprava – Jan Petrů
- návrhy kostýmů – Jan Kropáček
- vedoucí kostymérka – Věnceslava Vrtišková
- masky – Bohumil Sobotka, Jiří Farkaš, Vlasta Brijarová
- umělecký maskér – Jiří Šimon
- vrchní osvětlovač – Ota Pšenička
- odborní poradci – Josef Polišenský, Mária Bokesová-Uherová, Pavel Šebek, Robert Kratochvíl, František Michálek
- zástupci vedoucího produkce – Petr Prejda, Věra Lukášová, Eliška Sekavová
- použité motivy – z díla Kryštofa Haranta z Polžic a Bezdružic a dalších renesančních mistrů
- nahrál – Filmový symfonický orchestr a Smíšený sbor Pavla Kühna
- dirigent – Mario Klemens
- spolupracovali – H. Friedlová, N. Jirásková, E. Horázná, J. Příkaská, D. Smržová, E. Vlková, M. Caban, I. Ernyel, P. Svoboda, J. Trousil, A. Týbl, A. Werner
- zpracovaly – Filmové laboratoře Barrandov